# Muhlenbergia wrightii
Muhlenbergia wrightii är en gräsart som beskrevs av George Vasey och John Merle Coulter. Muhlenbergia wrightii ingår i släktet muhlygräs, och familjen gräs. Inga underarter finns listade i Catalogue of Life.